# Mac OS X Panther
Mac OS X versión 10.3 “Panther” es la cuarta versión principal del Mac OS X, el sistema operativo de Apple. Sucedió a Mac OS X v10.2, llamado “Jaguar” y fue sustituido por el Mac OS X v10.4, denominado “Tiger”. Apple lanzó Panther el 24 de octubre del 2003.

## Requisitos del sistema
Puesto que necesita una ROM New World, algunos ordenadores antiguos no lo soportan por defecto. El software de terceros (cómo por ejemplo el XPostFacto) puede aun así superar las comprobaciones hechas durante el proceso de instalación; si no, la instalación o las actualizaciones desde MAC OS X v10.2 fallarán en estas máquinas antiguas.
Los requisitos del sistema son:
- Procesador PowerPC G3, G4, o G5(233 MHz mínimo)
- USB integrado (indicativo de la ROM New World)
- Como mínimo 128 MB de RAM (512 MB recomendado)
- Como mínimo 1.5 GB de espacio libre al disco
- Unidad de CD-ROM
- El acceso a Internet requiere un proveedor compatible; iDisk requiere una cuenta. Mac

La vídeoconferència requiere:
- Procesador de 333 MHz o más rápido: PowerPC G3, G4, o G5
- Acceso a Internet de banda ancha (100 kbit/s o más)
- Cámara web o cámara FireWire DV compatible

El Panther todavía soportaba el entorno Classic completamente para funcionar con aplicaciones Mac OS 9.

## Características nuevas y cambiadas

### Características para el usuario final
Apple publicitó que el Mac OS X v10.3 Panther tenía más de 150 nuevas características, por ejemplo:
- Finder – Actualizado con una interfaz metalizada, un nuevo motor de busca a tiempo real, valla auxiliar personalizable, borrado seguro, etiquetas de ficheros y soporte integrado del formato ZIP . También se cambió el logo del Finder.
- Cambio rápido de usuarios – Permite que un usuario siga conectado mientras otro inicia sesión
- Exposé – Ayuda a la gestión de las ventanas mediante miniaturas
- TextEdit – El TextEdit ahora también es compatible con documentos del Microsoft Word (.doc)
- Herramientas de desarrollo Xcode – Tiempo de compilación menor con gcc 3.3
- Preview – Aumento de la velocidad en renderizado de PDF
- QuickTime – Soporte del códec de vídeo de alta definición Pixlet

### Aplicaciones nuevas del Panther
- Fuente Book – Aplicación que funciona como gestor de fuentes.
- FileVault – Encriptación y desencriptación del directorio del usuario en tiempo real.
- iChat AVV – La nueva versión de la iChat. Ahora con audio y vídeoconferència integradas.
- X11 – La X11 está integrado con Panther.
- Safari - Nuevo navegador hecho para sustituir Internet Explorer para Mac OS X, desarrollado cuando el contrato entre Apple y Microsoft acabó. Internet Explorer para Mac OS X todavía estaba disponible, pero no recibe soporte de Microsoft ni de Apple. Esto se incluyó en una actualización de Mac OS X 10.2 pero fue usado como navegador por defecto en Mac OS X Panther.

### Otros
- Mejoras de interoperabilidad con Microsoft Windows, incluyendo soporte para VPNs con SecurID.
- Soporte de Fax integrado.

## Histórico de versiones
| Versiónes de Mac OS X Panther | Build | Fecha de publicación     | Notas                                                                              |
| ----------------------------- | ----- | ------------------------ | ---------------------------------------------------------------------------------- |
| 10.3.0                        | 7B85  | 24 de octubre del 2003   | Disponible en la primera versión publicada                                         |
| 10.3.1                        | 7C107 | 10 de noviembre del 2003 | Actualización de la 10.3 ((en inglés))                                             |
| 10.3.2                        | 7D24  | 17 de diciembre del 2003 | Actualización de la 10.3.1 ((en inglés))                                           |
| 10.3.3                        | 7F44  | 15 de marzo del 2004     | Actualización de la 10.3.2 ((en inglés))                                           |
| 10.3.4                        | 7H63  | 26 de mayo del 2004      | Actualización de la 10.3.3 ((en inglés))                                           |
| 10.3.5                        | 7M34  | 9 de agosto del 2004     | Actualización de la 10.3.4 ((en inglés)); distribuida en tiendas                   |
| 10.3.6                        | 7R28  | 5 de noviembre del 2004  | Actualización de la 10.3.5 ((en inglés))                                           |
| 10.3.7                        | 7S215 | 15 de diciembre del 2004 | Actualización de la 10.3.6 ((en inglés))                                           |
| 10.3.8                        | 7U16  | 9 de febrero del 2005    | Actualización de la 10.3.7 ((en inglés))                                           |
| 10.3.9                        | 7W98  | 15 de abril del 2005     | Actualización de la 10.3.8 ((en inglés) ) Actualización de la 10.3.* ((en inglés)) |